# Daisen-in

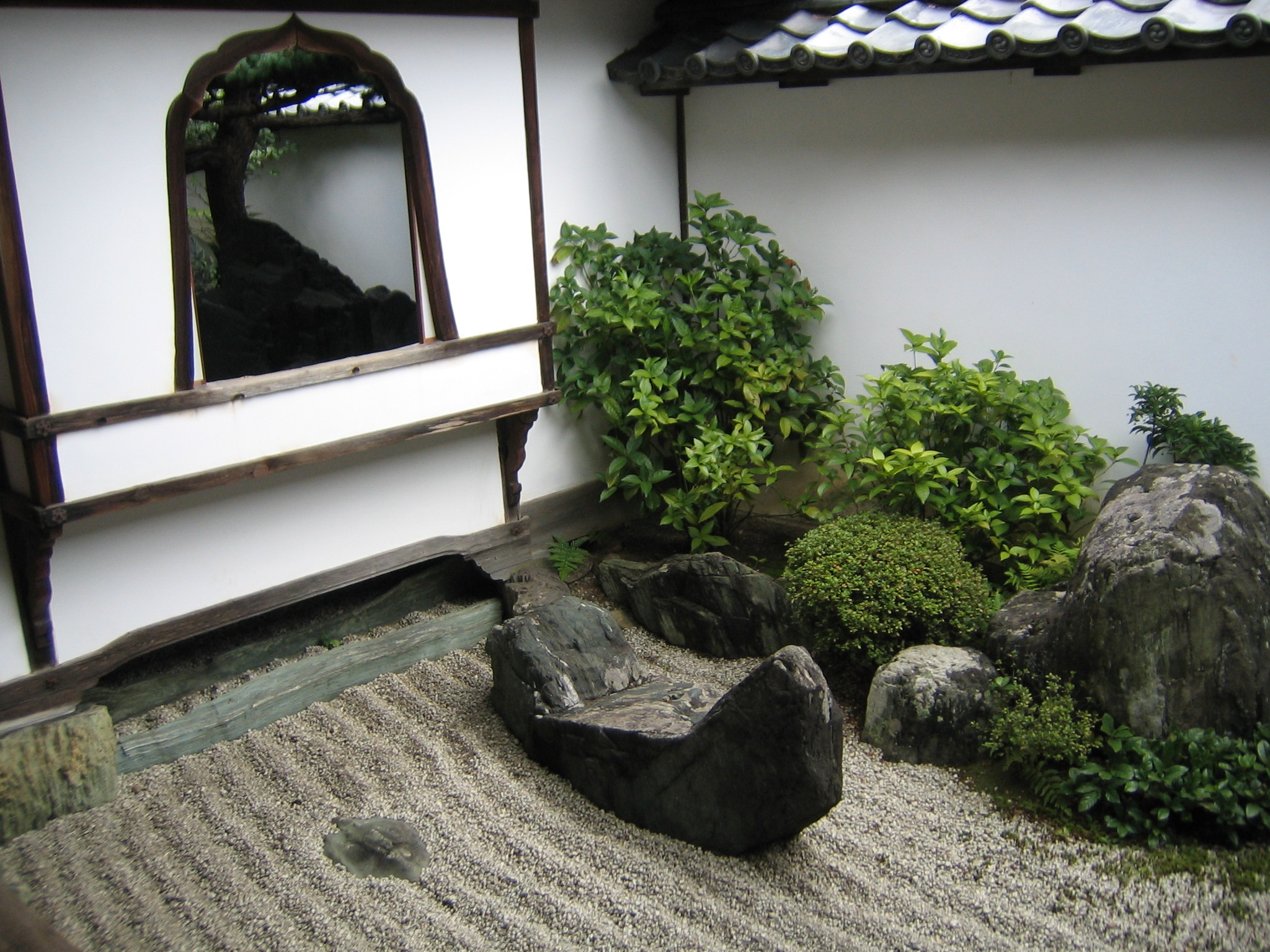
El vaixell del tresor i la tortuga

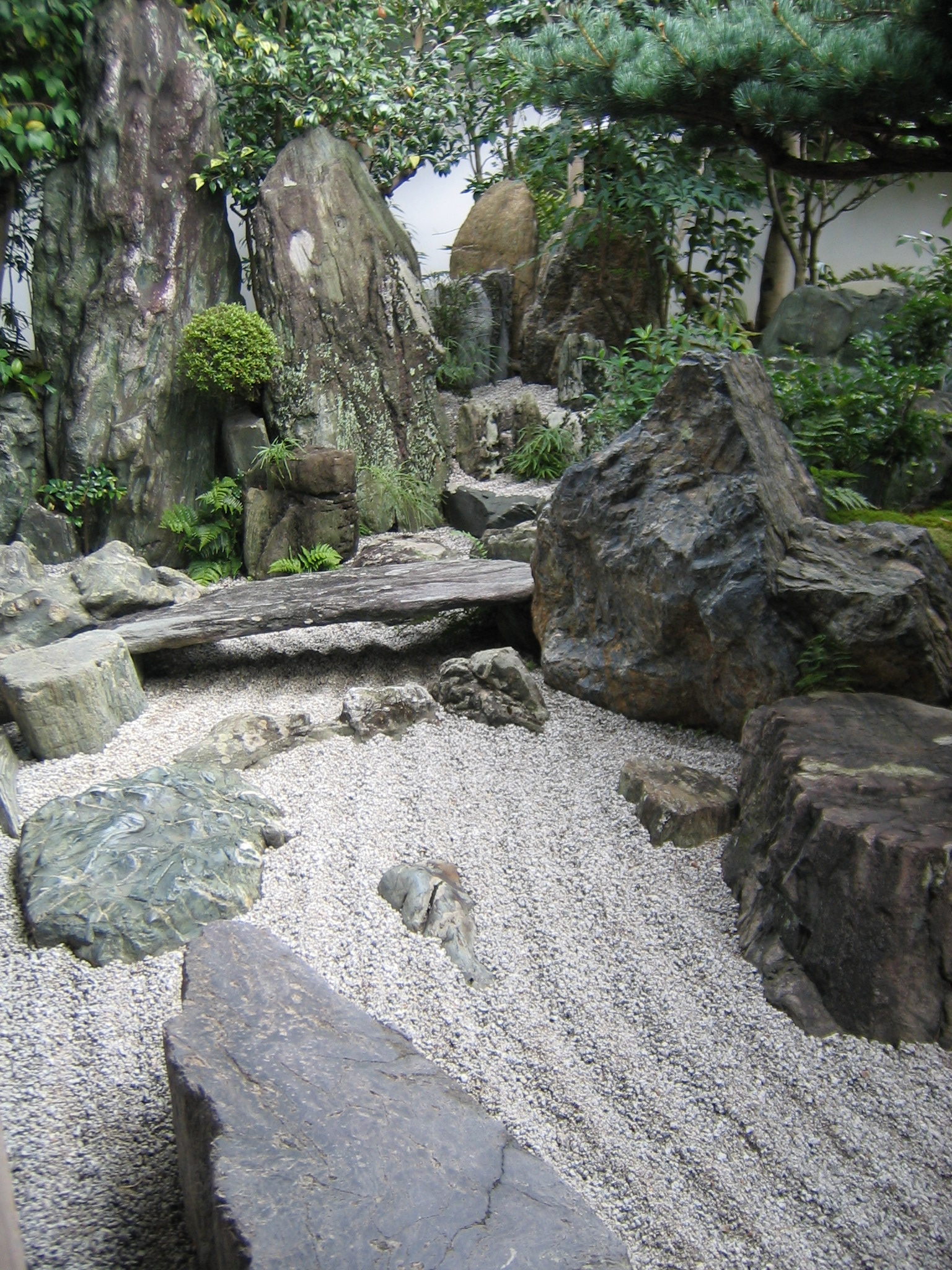
La cascada seca

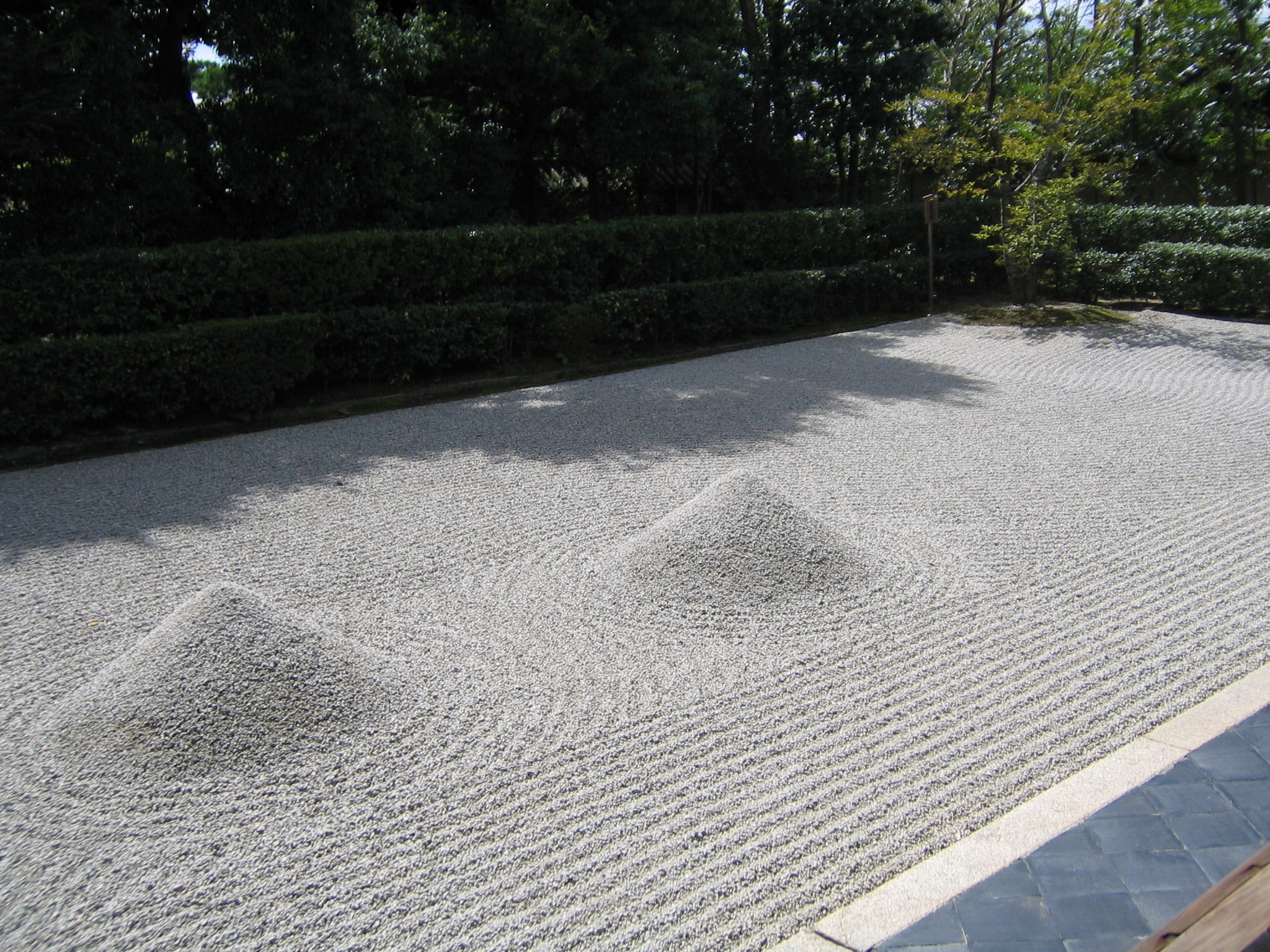
El gran oceà

Daisen-in (en japonès,大仙院, l'escola del gran ermità) és un temple budista zen situat al nord de Kyoto. El temple forma part del Daitoku-ji, classificat Tresor nacional del Japó, un conjunt de temples més vast del que n'és un temple secundari.

## Origen i història
El temple va ser fundat l'any 1509 de la nostra era, durant el període Muromachi per Kogaku Zenji que en va dissenyar el jardí de pedra que en fa avui el seu renom.
Es diu que el monjo budista Takuan Sōhō hi hauria ensenyat també els punts essencials del Kendo a Musashi Miyamoto.
El sacerdot que s'encarrega avui del temple, Sōen Ozeki és reputat amb els turistes pels seus nombrosos escrits budistes.

## El temple
Avui encara utilitzat com a lloc d'oració, el temple està establert sobre una superfície de 100 m². S'hi fan cursos de meditació incloent-hi per als estrangers interessats el budisme zen.

### El jardí
En aquest espai, el jardí està situat tot al voltant d'un edifici únic. El jardí es divideix en quatre parts que representen quatre paisatges diferents. Ha estat creat com una representació tridimensional de les pintures monocromes de l'època Song i és un arquetipus dels jardins d'estil Karesansui, és a dir els jardins de pedra secs. En efecte, els moviments de l'aigua són representats per grava rasclada o per pedres. Hi és sobretot visible el riu de la vida que representa totes les etapes de la vida d'un home.
Els quatre diferents jardins són:

#### El riu de la vida
Situat a la cantonada nord del temple aquest jardí és el més carregat i probablement el més evocador de les pintures xineses. S'hi troba per exemple el mont Horai. El riu de la vida comença en aquest indret per una cascada seca que representa la impetuositat de la joventut. Més baix, el curs del riu s'alenteix una mica a mesura que la vida es va fent més madura. Pedres simbolitzen les dificultats de la vida. Algunes són escollides pels motius que recorden els remolins que són visibles al gra de la roca.

#### La tortuga i el vaixell del tresor
Després de passar simbòlicament una porta, s'arriba al més petit jardí dels quatre on es poden veure dues pedres que se separen de les altres: el vaixell del tresor de mida important i que sembla baixar el corrent i la tortuga de la qual no es veu res més que l'esquena que emergeix i que sembla al contrari remuntar el corrent. El vaixell del tresor ha estat afegit al jardí el 1959 després que s'ha vist a l'arxiu que tal pedra estava situada originalment en aquest emplaçament.

#### La mar interior del Japó
Aquest jardí més important, situat a la cantonada nord-oest representa la mar del Japó.

#### El gran oceà
És el pacífic que és representat aquí amb dues muntanyes i un arbre al fons simbolitzant l'arbre on Buda va trobar la saviesa com un objectiu a assolir. Aquest jardí és adient per a la meditació.

## L'edifici
Pintures de Sōami i Kanō Motonobu decoren l'interior de l'edifici.

## Accessos i visites
Cal anar al temple Daitoku-ji i després demanar de visitar el Daisen-in.
Es pot degustar una tassa de te verd dins del temple.